# Mathias Lauda
Mathias Lauda (Salzburg, 30 januari 1981) is een Oostenrijkse autocoureur. Hij is de zoon van oud-wereldkampioen Niki Lauda.
Mathias Lauda begon pas laat met autosport. In 2002 debuteerde hij in de Formula Nissan 2000. Hij reed ook twee races in het Duitse Formule Volkswagen kampioenschap en een race in het Spaanse Formule 3 kampioenschap. Hij begon in de World Series Light in het Vergani team in 2003. Hij ging in 2004 naar de Euro 3000 Series, een serie met oude Formule 3000-wagens, waar een tweede plaats zijn beste raceresultaat was. Ook in 2004 reed hij in het officiële Formule 3000-kampioenschap in het CMS team. Hij werd dertiende in de eindstand.
Mathias reed in de GP2 in 2005 en was een van de weinige coureurs met Formule 3000 ervaring. Succes bleef echter uit. Hij koos daarna voor de toerwagensport. Sinds 2006 rijdt hij in de DTM in de Mercedes-Benz C-klasse. In 2006 voor het Persson Motorsport team en in 2007 voor het Trilux AMG team. Ook in 2008 was hij in dit kampioenschap actief.
Tevens maakte hij zijn debuut in de Aziatische Speedcars. Hoewel hij slechts aan de helft van alle races deelnam sloot hij het kampioenschap van 2008 als zevende af, met twee podiumplaatsen als beste raceresultaten.

## GP2 resultaten
| Seizoen | Team              | No. | Races | Poles | Wins | Punten | Klassement |
| ------- | ----------------- | --- | ----- | ----- | ---- | ------ | ---------- |
| 2005    | Coloni Motorsport | 16  | 23    | 0     | 0    | 3      | 21st       |